# Anna Grodzka

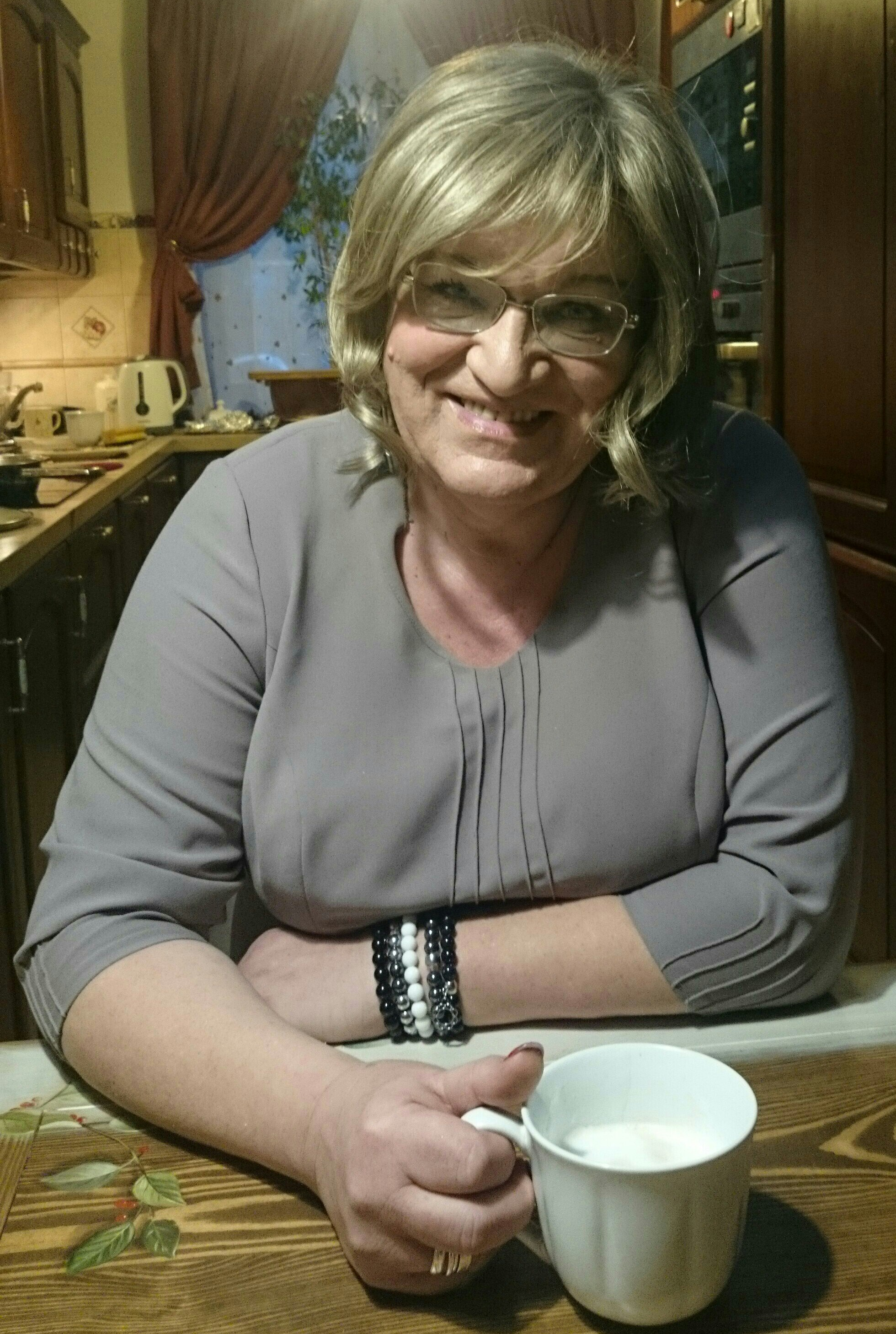
Anna Grodzka (2014)

Anna Grodzka (* 16. März 1954 in Otwock) ist eine polnische Gesellschaftsaktivistin und Politikerin (SLD, Ruch Palikota, Zieloni, PPS). Sie gehörte von 2011 bis 2015 dem Sejm in der VII. Wahlperiode an.

## Leben
Grodzka ist Absolventin der Universität Warschau im Fachgebiet Klinische Psychologie. Sie war zehn Jahre Präsidentin und Chefredakteurin eines Verlages und anschließend zehn Jahre Leiterin einer Druckerei. Weiterhin war sie als Unternehmensinhaberin an verschiedenen Film- und Fernsehproduktionen beteiligt. Mit ihrer Ehefrau, von der sie 2007 geschieden wurde, hat sie einen Sohn. Ende der 1980er Jahre wurde bekannt, dass sie transgeschlechtlich ist. 2009 ließ sie in Bangkok eine geschlechtsangleichende Operation durchführen. Ihre Transition wurde von dem Fernsehsender HBO in einer Dokumentation verfilmt. Von 2003 bis 2006 war sie Mitglied des Aufsichtsrats von Polskie Radio RDC, dem masowischen Regionalprogramm von Polskie Radio.

## Politische und gesellschaftliche Aktivitäten

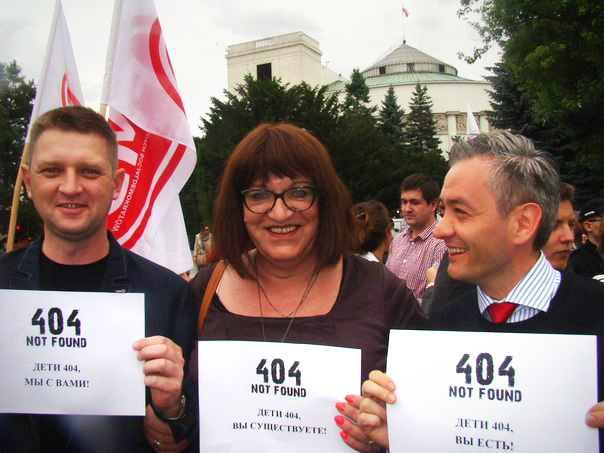
Andrzej Rozenek, Grodzka und Robert Biedroń bei einer Demonstration für Homosexuellenrechte in Russland (2013)

In der Volksrepublik engagierte Grodzka sich im Sozialistischen Studentenverband. Sie war zudem Mitglied der Polnischen Vereinigten Arbeiterpartei und dort Vorstandsmitglied der Basisorganisation an der Universität Warschau. Nach der politischen Wende wurde sie Mitglied des Sojusz Lewicy Demokratycznej (SLD) für den sie bei den Selbstverwaltungswahlen 1998 erfolglos zum Sejmik der Woiwodschaft Masowien kandidierte. Ebenfalls vergeblich bewarb sie sich bei den Selbstverwaltungswahlen 2002 auf der gemeinsamen Liste von SLP und Unia Pracy um ein Mandat im Bezirksrat von Mokotów.
2008 gründete Grodzka den Verein Trans-Fuzja, der sich für die Belange von Transmenschen einsetzt, und ist bis heute dessen Vorsitzende. In Warschau ist sie stellvertretende Vorsitzende der Kommission für Angelegenheiten der Ungleichbehandlung im Amt des Stadtpräsidenten. Sie ist auch in der polnischen LGBT-Bewegung aktiv.
Bei den Parlamentswahlen am 9. Oktober 2011 trat sie im Wahlkreis 13 für die liberale Partei Ruch Palikota von Janusz Palikot an. Sie erhielt 19.451 Stimmen und damit einen Sitz im Sejm. Sie wurde damit die erste bekennende Trans-Person im polnischen Parlament und die erste Trans-Person in Europa, die auf einer Landesebene zum Parlament gewählt wurde, während ihre Transgeschlechtlichkeit öffentlich bekannt war. Sie wurde stellvertretende Fraktionsvorsitzende ihrer Partei. Am 27. Juni 2014 verließ Grodzka die Partei jedoch und trat den polnischen Grünen bei. Gleichwohl blieb sie im Sejm Mitglied ihrer bisherigen Fraktion.
Sie strebte bei der Präsidentschaftswahl im Mai 2015 eine Kandidatur für die Grünen an. Es gelang ihr aber nicht, die notwendigen 100.000 Unterschriften für ihre Kandidatur zu sammeln.
Bei der Parlamentswahl 2015 kandidierte sie nicht erneut. Bei der Europawahl 2019 kandidierte sie für das Wahlbündnis Lewica Razem, das mit 1,2 % der Stimmen aber an der 5-%-Hürde scheiterte. Im selben Jahr trat sie der Polnische Sozialistische Partei bei.